# Comala
Comala est une municipalité située dans le Nord de l'État mexicain de Colima, entre les coordonnées 19° 18’ et 19° 32’ de latitude nord et entre 103° 37’ et 103° 57’ de longitude ouest. Elle est limitrophe au nord de Zapotitlán et Cuauhtémoc; à l'ouest de Minatitlán, et au sud et à l'est Villa de Álvarez.

## Description

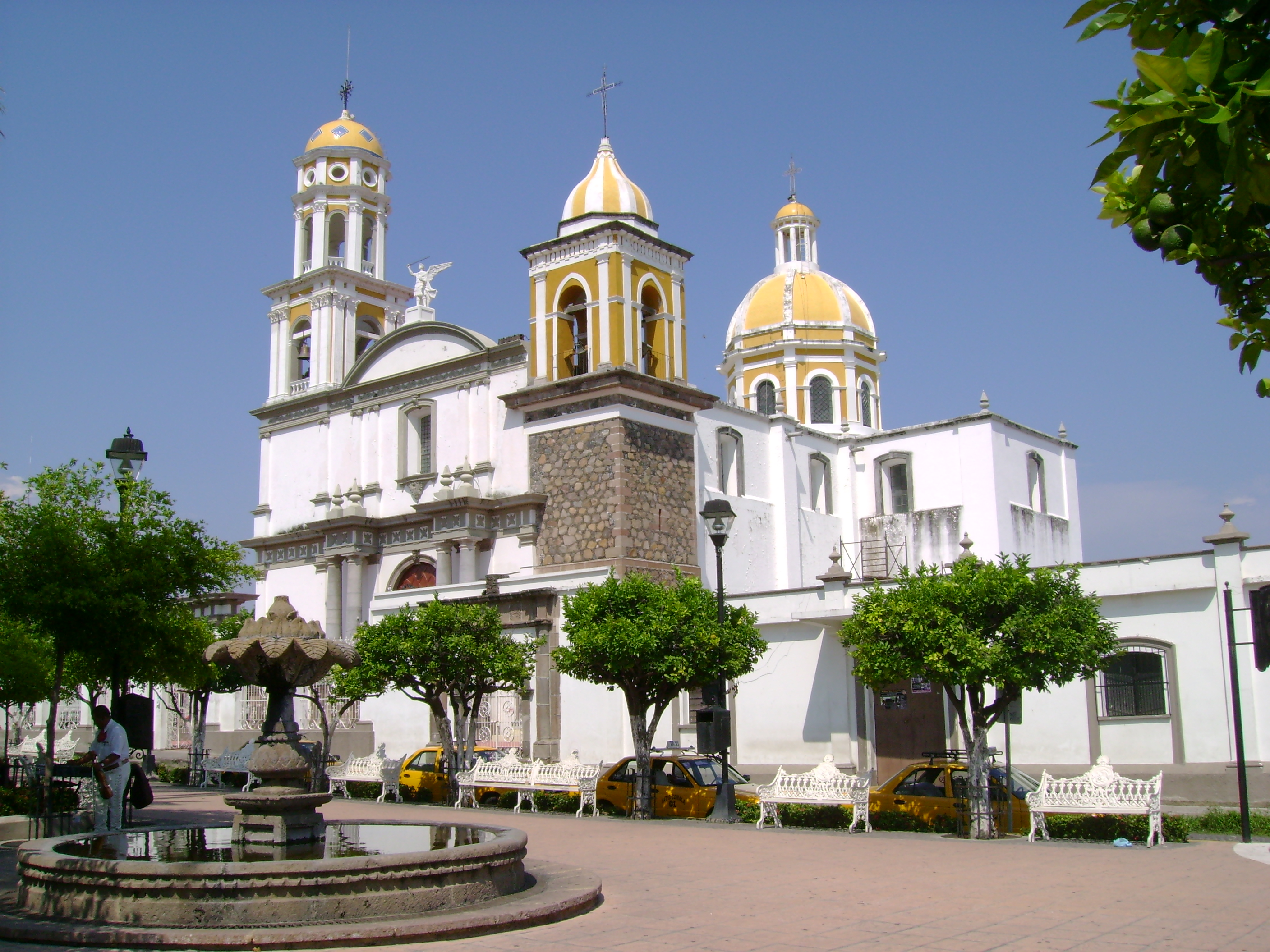
Église San Miguel del Espíritu Santo.

Les plus anciens habitants du territoire de Comala s'y sont installés il y a plus de 3000 ans[réf. nécessaire]. Dans cette zone ont prospéré des cultures importantes comme les Olmèques, Náhuatl (-500), Toltèques, Chichimèques (durant l'époque classique, 1154-1429) et Tarasca qui formaient la principale culture à l'arrivée des Espagnols, ce qui témoigne de la diversité culturelle qui a toujours existé dans ce lieu. En 1527, la région de Comala fut donnée en encomienda à Bartolomé López; durant plus de 300 ans cet endroit a été successivement une colonie de peuplement, un ranch, un village, et même au début du XVIIIe siècle, il a été appelé République des Indiens, sous l'autorité d'un gouverneur. Il a fallu attendre 1820 pour que Comala soit établie comme une municipalité, conformément à la Constitution de la monarchie espagnole et son premier maire fut Don Cayetano Pizarro. En 1857, Comala a été érigée en municipalité, conformément à la nouvelle Constitution républicaine.
Les premiers services publics ont commencé à être fournis à partir de 1906, quand le service d'électricité a été établi à Comala, Colima et Villa de Alvarez, avec la mise en service de la première usine d'électricité de l'État, située précisément dans la ville d'El Remate, municipalité de Comala.

### Toponymie
Pour de l'information sur le blason de Comala, voir l'article : Escudo de Comala
Comala, «Lieu où on fabrique les comales» ou «Lieu des grils» ou “Comalería”, provient des mots nahuatl
«any comalli» qui signifient respectivement «lieu» et “comal”. Le nom évoque l'époque où les artisans locaux élaboraient des grils d'argile. Il est l'un des endroits les plus connus de l'État de Colima grâce à la légende, le folklore et les traditions qui ont été relatés d'une façon touchante dans le roman Pedro Páramo du célèbre écrivain Juan Rulfo originaire de l'État voisin de Jalisco. Des groupes amérindiens importants existent toujours à Suchitlán (terre de fleurs), Cofradía de Suchitlán et Zacualpan, d'où ont été extraites d'abondantes poteries archaïques admirables.

### Tourisme
La gastronomie locale traditionnelle offre une grande variété de repas et collations accompagnés de bière, punchs, rafraîchissements ou autres boissons dans les fameux «Portales» de Comala, dont la préparation s'est propagée à d'autres restaurants-bars du même type ailleurs à Comala, qui fournissent les mêmes services culinaires, mais sont plus spacieux.
Récemment, le secteur du tourisme à Comala s'est beaucoup développé et sa qualité grandement améliorée, grâce à l'adhésion au programme «Pueblos mágicos» (villes magiques) du Gouvernement mexicain, non seulement pour "Los Portales" mais par sa beauté architecturale au charme singulier, ses coutumes et traditions et son climat chaud sans excès. Tel est le cas des auberges (notion apportée de l'Europe, qui est de fournir le tourisme national ou étranger : 3 ou 4 chambres dans de grandes et vieilles maisons bien entretenues, spacieuses et rénovées. Un autre concept qui a suscité l'intérêt sont des restaurants, des cafés et des discothèques, et certains de leurs propriétaires sont arrivés à Comala attirés précisément par la publicité qui a été générée pour promouvoir davantage la ville.
L'ensemble de la municipalité de Comala est une grande attraction touristique pour les visiteurs et les habitants de Colima, qui le week-end se rendent dans leurs chalets, refuges ou petites maisons ainsi que dans les nombreux restaurants traditionnels de la région, en particulier au cours des mois les plus chauds. Pour les conditions météorologiques et les paysages, ainsi que la qualité et la saveur des aliments et des boissons proposés, des milliers de personnes visitent Comala. La Municipalité de Comala dispose de ressources naturelles suffisantes pour développer le tourisme avec d'excellentes perspectives d'avenir. L'industrie de la restauration est devenue un grand succès dans toute la municipalité, en raison de ses célèbres portales de Comala.
Son attrait est démontré par la quantité de personnes qui se rendent au centre-ville, centre historique de la ville, où l'on trouve de l'artisanat de toutes sortes, ainsi que restaurants, boutiques de souvenirs, vêtements artisanaux, boutiques de produits locaux, dont les punchs différentes saveurs, les fromages et le «pan de Comala».

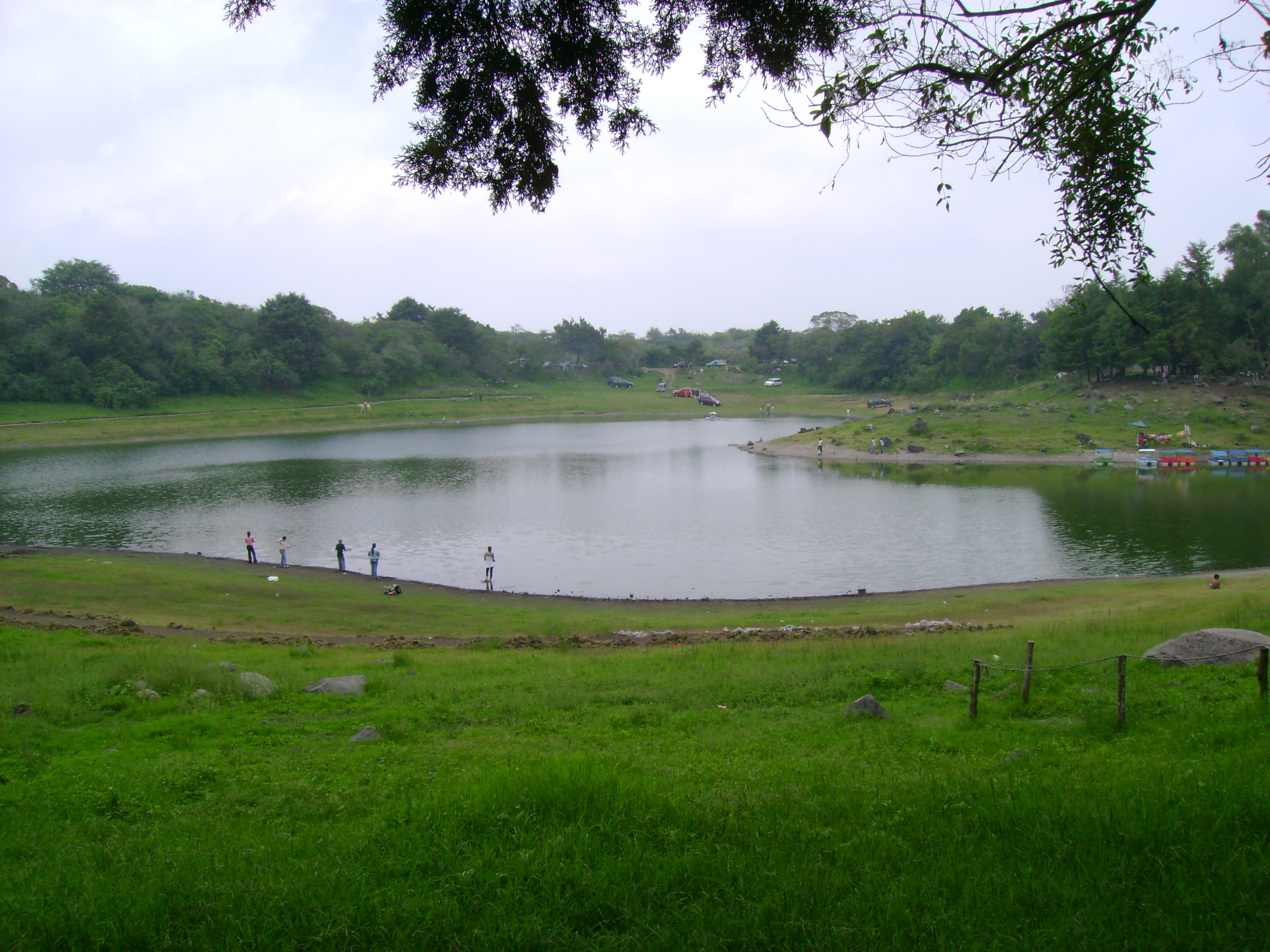
Lagune de Carrizalillo, Comala.

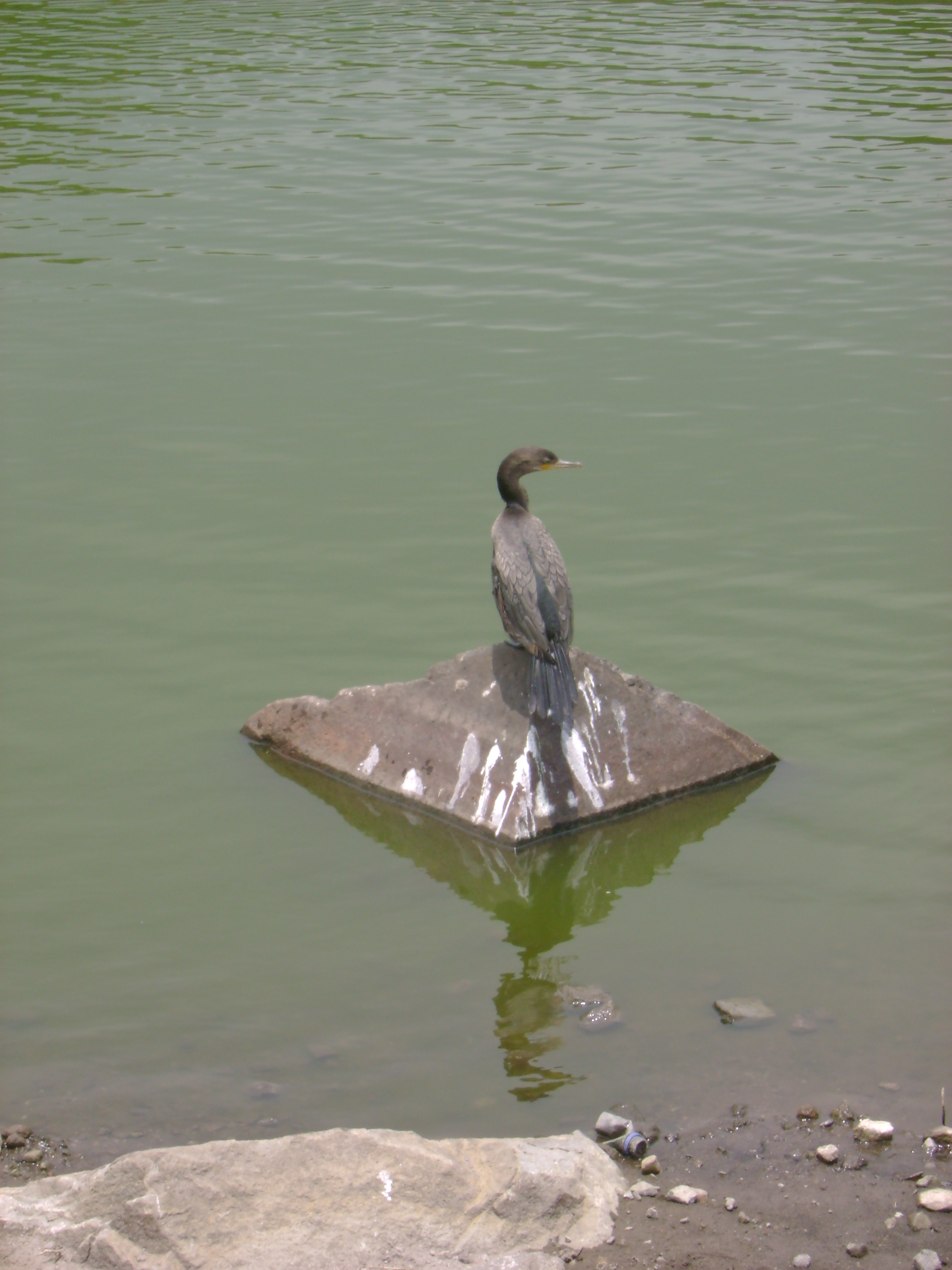
Oiseau sur la lagune de Carrizalillo.

## Géographie
Le río Armería divise la ville en deux vastes régions montagneuses et la vallée de Tecoman. Ses rivières et les grands cours d'eau sont Zacuálpan, San Antonio, Los Mezcales, La Caja, San Juan, Nogueras et le río Comala, formé par les rios Reynosa, Suchitlán et La Barragana.
Appartiennent à sa juridiction les lagunes Carrizalillo, La Joya, El Obispo, Palo Alto, Las Cuatas, El Calabozo, El Epazote (artificielle), La Escondida, El Jabalí et La Maria. L'aqueduc qui alimente en eau potable Comala, Colima et Villa de Alvarez, à un taux de 250 l/s, tire son eau du Rio de Zacualpan.

### Principales localités
- Comala. Située à 7 km de la zone urbaine Colima–Villa de Álvarez; regroupe une population d'environ 12 000 personnes (INEGI, 2000), qui sont en grande partie engagées dans des activités économiques agricoles, de l'élevage et du tourisme. Elle est reconnue par ses «portales» qui abritent un certain nombre de restaurants-bars, dont la renommée de tradition culinaire augmente avec le temps (le concept de ces espaces a été créé il y a plus de 50 ans); en plus de la référence obligatoire au roman Pedro Páramo de l'écrivain Juan Rulfo.
- Suchitlán. Située à 20 minutes au nord du centre-ville, identifiée par son origine indigène, ce qui lui confère des caractéristiques culturelles et sociales qui le rendent unique dans l'État. Elle a une population d'environ 7000 personnes (INEGI, 2000), qui sont la plupart du temps engagées dans des activités économiques agricoles, l'élevage, l'artisanat et les services touristiques.
- Zacualpan. L'un des endroits les plus éloignés du centre-ville, qui, par sa situation géographique est plus proche de la ville de Villa de Alvarez; est également connue dans la région par ses origines autochtones et par ses légendes (l'une des plus célèbres est celle qui tourne autour des pouvoirs magiques du guérillero-bandit-shaman Emilio "El Indio" Alonso). Il a une population d'environ 4.000 personnes, principalement engagées dans l'agriculture.
- El Remate. Célèbre pour ses étangs, son musée retraçant l'histoire de la première usine de production électrique de l'État) et ses paysages grandioses du canyon du Rio Grande.
- Cofradía de Suchitlán. Avec près de 2 000 habitants, un climat frais agréable toute l'année (un des plus plaisants de la commune) et une vocation importante pour l'agriculture et l'élevage.
- La Caja. Environ 1000 habitants engagés dans des activités agricoles, dans lesquelles la haute technologie est de plus en plus présente.
- Nogueras. Célèbre pour le centre culturel Nogueras, un espace qui préserve l'héritage du peintre Alejandro Rangel Hidalgo, à l'intérieur du musée créé dans le but, dans les locaux d'un ancien moulin à sucre.
- Campo 4 et Lagunitas. La particularité de ces deux petites communautés est que les deux (les deux seules des 16 localités qui composent la municipalité) sont cachées dans le Cerro Grande, dont les paysages sont uniques, comme sa flore et sa faune. Chacune compte environ 80-100 personnes. Lagunitas est pratiquement au sommet du Cerro Grande (env. 2200 mètres), avec des vues spectaculaires sur la vallée de Colima et un climat beaucoup plus frais.

## Vie locale

### Activités économiques
Principaux secteurs, produits et services;
- Agriculture. La production est principalement centrée sur le maïs, le café, les haricots et les légumes (tomates, tomates vertes, poivrons verts, poivrons serrano, etc.), ainsi que quelques fruits : papaye, orange, sapote mamey, tamarin (en particulier dans la zone protégée appelée «Las huertas»).
- Bétail. Élevage de bovins pour la viande et le lait, ainsi que les porcs et les chèvres.
- Industrie. Comala compte de nombreuses petites petites industries, qui peuvent tourner autour d'activités ou d'entreprises transmises de génération en génération, et qui ont beaucoup à voir avec l'offre de services dans le secteur du tourisme. Ces petites industries engagées dans la production de divers métiers (prédominance du bois travaillé), ainsi que la production, la transformation et la commercialisation du café, du «pan de Comala» et de punchs. Récemment a été établie une petite foire qui englobe ces trois produits typiques locaux, nommée justement : «Feria del pan, ponche y café», dans lequel les fabricants exposent leurs produits. Le café de Comala est le meilleur dans la région et est également largement réputé dans le reste du pays pour sa qualité et son goût, dont la variété arabica très prisée par les connaisseurs et tous ceux qui ont goûté ce produit très aromatique; il y a actuellement 7-8 producteurs de ce grain dont : Café “La flor de Suchitlán”, “Comalteco”, “Real de Comala”, “Comala”. La production de punchs en a fait augmenter le nombre de producteurs, dont les plus remarquables sont : “Don Mere”, “El Chino”, “Don Tavo”, “Los potrillos”, “Estrella”, etc. Ses arômes sont de plus en plus innovants (café, caramel, noix de coco, pistache, pruneaux, noix, etc.), mais c'est toujours le traditionnel punch aux grenades qui a la faveur des acheteurs.

Le «pan de Comala» (petite brioche ronde de 10 cm de diamètre, recouverte d'un crémage sucré aromatisé) est connu dans tout l'État comme collation ou comme complément du café aromatique; Comala compte 5 boulangeries non loin du centre-ville, dont "La Guadalupana" et "La Trinité". On trouve également des huaraches ainsi qu'une large gamme de produits laitiers (fromage frais, «panela», fromage cottage, babeurre, etc.), qui sont généralement commercialisés dans les rues mêmes de Comala, Colima et Villa de Alvarez.

### Gastronomie
Sont typiques de Comala les fameuses «botanas» ou collations servies dans les restaurants dits «Los Portales», les «tatemados» et le pain sucré. En ce qui concerne les boissons, les punchs sont préparés à partir de l'agave, de tuxca et de fruits de la région dont la grenade, le tamarin et la mûre, entre autres; Est également célèbre le «bate», qui est une sorte de gruau du fruit du chán servi sous forme de crème glacée servie avec du sucre brun doux et bien sûr le pot de café traditionnel.

### Artisanat
Ce secteur a une importante tradition qui vient de ce qui était à l'origine l'école «Pueblo Blanco» (aujourd'hui coopérative de travailleurs); il y eut des charpentiers et des peintres spécialisés (certains sont déjà indépendants dans leurs propres ateliers et d'autres restent encore dans la coopérative), car ils ont reçu les enseignements du peintre Rangel Hidalgo; même aujourd'hui perdure la fabrication de la "rangeliano" meubles avec des caractéristiques très particulières qui les rendent uniques par leur design, leur durabilité, leur force et la qualité de leur production.

### Musique
Comala est également célèbre pour ses groupes de musique, qui se sont maintenus d'une génération à l'autre ; les deux plus importants sont : la « Original » (de structure classique) et « Comala » (transformé en « techno-band ») ; et un autre à Suchitlán : « Santa Cecilia ».

### Culture
Après la ville de Colima (capitale de l'État), Comala est la municipalité qui détient l'offre culturelle la plus diversifiée en termes d'espaces et de variété; Cette offre concerne les habitants de la ville, mais surtout les touristes (nationaux et étrangers) qui l'apprécient et l'utilisent le plus.
- Jardin principal, hôtel de ville et portales voisins; Paroisse de San Miguel del Espíritu Santo. Espaces publics récemment rénovés grâce au projet “Pueblo mágico”, ainsi qu'à l'organisation cléricale-civile de la paroisse; dans les deux cas, ces rénovations ont été réalisées sous la coordination et l'orientation gouvernementale INAH pour préserver le style du XIXe siècle de l'architecture du cœur de Comala. Peintures murales dans l'hôtel de ville par des artistes locaux. Maison de la Culture de Comala. Bibliothèque publique, auditorium polyvalent, atelier de danse et musée "Alberto Isaac", qui possède une collection permanente de peintures, gravures, sculptures, céramiques et cartons légués par cet artiste prolifique; contient également des affiches originales de certains de ses films tournés à Comala, dont: Los días del amor, El rincón de las vírgenes, Tiempo de lobos et Mujeres insumisas.

- Centre Culturel Nogueras, Musée Alejandro Rangel Hidalgo. Ils appartiennent à l'Université de Colima et sont situés dans la communauté de Nogueras, à 5 minutes du centre de Comala; salles de classe pour les cours et ateliers, salles d'exposition; salle d’œuvres préhispaniques originant de la région, expositions permanentes d'œuvres d'Alejandro Rangel Hidalgo et éco-parc Nogueras.

- 'Jardin de sculptures Situé près de l'endroit connu sous le nom La Parotera (à l'entrée de Comala); exposés à l'extérieur et de façon permanente, des sculptures d'artistes locaux, nationaux et internationaux, dont la plus renommée est «Pájaro sobre ola» par le sculpteur Juan Soriano, qui a fait don et motivé précisément la création de cet espace. Dans la zone rurale de la municipalité se trouvent le Musée communautaire La Caja. Coordonné par le Ministère de la Culture du gouvernement de l'État et de l'ejido du même nom; il vise à préserver le potentiel agricole de la région.

- 'Muséo du site “El Remate: où il y avait de la lumière".'  Également coordonné par le Ministère de la Culture du gouvernement de l'État, l'Université de Colima et la Commission fédérale de l'électricité; situé dans une partie de ce qui était la salle des machines de la première centrale hydroélectrique de l'État, et un autre bâtiment dans la zone des étangs. Étape écotouristique. Centre culturel Zacualpan. Aussi coordonné par le Ministère de la Culture du gouvernement de l'État; Il vise à préserver l'image culturelle et les racines éthnico-populaires de la communauté indigène de Zacualpan (maintenant démantelé en raison du tremblement de terre du 21 janvier 2003).

- Musée communautaire de Suchitlán. Également coordonné par le Ministère de la Culture du gouvernement de l'État et l'ejido locale; tente de sauver la culture populaire et l'artisanat de la région (aujourd'hui démantelé).

## Personnages célèbres
- Colimotl fut le dernier roi du peuple Tecos, Colimas ou Colimecas, tué en 1523.
- Alejandro Rangel Hidalgo (1923-2000) est un artiste qui a vécu toute sa vie à Comala.

## Jumelages
La ville de Comala est jumelée avec 10 villes à travers le monde.